# Källarspindel
Källarspindel (Meta menardi) är en spindelart som trivs i mörka och fuktiga miljöer, såsom källare, gruvor och grottor. Den tillhör familjen käkspindlar (Tetragnathidae).

## Utbredning och habitat
Arten har en naturlig utbredning som sträcker sig från Skandinavien till Nordafrika och från  Europa till Korea, det finns även introducerade populationer så långt som Japan och Madagaskar.
Den vuxna spindeln är ljusskygg och lever på platser fria från ljus, oftast i grottor och tunnlar, De kan dock ibland bli sedda utanför grottor och gruvor när de kommer fram vid skymning för att jaga. Ofta används en enda lassolina av silke för att svinga sig ner på bytet. Källarspindel påträffas ofta i områden där fladdermöss trivs. De har oftast skådats i järnvägstunnlar och gruvor eftersom dessa platser oftare besöks av människan. De yngre spindlarna, efter flera utvecklingsstadium, (och i kontrast till de vuxna) är starkt attraherade till ljus — antagligen en evolutionär anpassning vilket säkerställer spridningen av arten till nya områden.